# Bruchophagus brasiliensis
Bruchophagus brasiliensis är en stekelart som först beskrevs av William Harris Ashmead 1904.  Bruchophagus brasiliensis ingår i släktet Bruchophagus och familjen kragglanssteklar. Inga underarter finns listade.